# Margot Thien
Margot Thien (San Diego (Califórnia), 29 de dezembro de 1971) é uma ex-nadadora sincronizada estadunidense, campeã olímpica.

## Carreira
Margot Thien representou seu país nos Jogos Olímpicos de 1996, ganhando a medalha de ouro por equipes. 